# 4013 Ogiria
4013 Ogiria è un asteroide della fascia principale. Scoperto nel 1979, presenta un'orbita caratterizzata da un semiasse maggiore pari a 3,1493779 UA e da un'eccentricità di 0,1744852, inclinata di 0,55746° rispetto all'eclittica.